# عباس علي عبود
عباس علي عبود روائي وقاص سوداني، ولد في مدينة الكوة بولاية النيل الأبيض في العام 1959، وتلقى بها تعليمه الأولي والمتوسط، ثم الثانوي في مدينة سنار، بعدها سافر إلى الإتحاد السوفيتي لدراسة هندسة الكمبيوتر، حيث درس اللغة الروسية في مدينة خاركوف ثم انتقل إلى لنينغراد. 
عاد إلى السودان في العام 1988، ثم سافر إلى مصر وليبيا ليغادر بعدها إلى أوكرانيا بعد تفكك الاتحاد السوفيتي، وعاش في مدينة اوديسا ثماني سنوات، قبل أن يعود للسودان مرة أخرى في العام 2003، وظل متفرغاً للكتابة.
كتب الشعر والمسرحية، وصدرت له عدة أعمال روائية وشعرية.

## الرواية
رواية (طقوس الرحيل) بالخرطوم في ديسمبر من العام 2005م ، وصدرت لها طبعة ثانية من دار الحضار للنشر بالقاهرة، في العام 2009م، وصدرت له كذلك مجموعة قصصية بعنوان (صهيل الفجر الغامض) من دار الحضارة للنشر بالقاهرة في العام 2008م، ثم رواية (مرافئ السراب) من دار الحضارة للنشر بالقاهرة في العام 2010م، ورواية (قبس من مدارات الحنين) في العام 2010م، ثم رواية (أساطير الأنهار) في العام 2013م، و(السارية) عن الهيئة المصرية العامة للكتاب في العام 2016م، و(مفازة الإياب) في العام 2017م.

## الشعر
له ديوان شعر مخطوط بعنوان (شظايا الأحلام)، وله أيضاً مسرحية (الدعاش) التي كتبها بالقاهرة في العام 1995م، ونشرت في صحيفة (الخرطوم) ، ومسرحية (السودانيون بمدينة أوديسا) في العام 1995م، والتي أعاد كتابتها مرة أخرى ونُشرت بصحيفة (الأيام) في العام 2007م، وكتب في العام 2009م، مسرحية (ماتيسر من أقوال الشهود).